# Barracuda (cómic)
Barracuda es un personaje ficticio de cómic estadounidense de Marvel Comics que se opone al Castigador. Él es un gánster mercenario de gran fuerza física, resistencia, habilidad de combate e inteligencia excepcional. Él muestra una increíble sensación de optimismo y de ver el "vaso medio lleno" (incluso manteniendo una actitud alegre cuando el Castigador le cortó todos los dedos de la mano derecha), humor profano, y una tendencia a traicionar a cualquiera si puede beneficiarse de ello. Apareció por primera vez en The Punisher vol. 6, #31 (mayo de 2006). 
En un panel en la convención de cómics 2008 Philadelphia Wizard World, Garth Ennis declaró que la base para el personaje de Barracuda fue la canción "Stagger Lee", especialmente la versión grabada por Nick Cave and the Bad Seeds.[cita requerida]

## Historia de publicación
Aunque su primera aparición fue en los paneles de cierre de The Punisher vol. 6, #31, se convirtió en un personaje principal en el arco argumental posterior en el siguiente número #32. Después de un arco argumental de seis números en The Punisher, Barracuda protagonizó una miniserie epónima de 5 números en el título de MAX Punisher Presents: Barracuda (2007).

## Biografía del personaje ficticio
Barracuda creció en Boca Ratón, Florida, el mayor de dos hermanos y una hermana. Su padre era un alcohólico que, en la noche antes de abandonar a su familia, quemó la mano de Barracuda en una parrilla mientras le decía que sea "duro como el propio hijo de puta mundo." Entró en una pelea en la escuela primaria, donde le metió sus pulgares en los ojos de un compañero de clase.
Después de castrar a un posible atacante, mientras estaba en un reformatorio, Barracuda fue reclutado por el Ejército de los EE. UU. Como Boina Verde, el equipo A de Barracuda ayudó a la CIA a instalar a Leopoldo Luna, un dictador sudamericano en los 1980. Según su memoria, en otra misión en África se involucró en el canibalismo para demostrar su masculinidad.
Después de dejar el servicio, se convirtió en un gánster temido. En un momento fue detenido en el lugar de una masacre del hampa. Él había estado inhalando líneas de coca de una cabeza decapitada. Pasó tiempo en la cárcel después donde forjó una relación rentable con Harry Ebbing, un CEO corporativo corrupto y violento.

### Lucha contra el Castigador
Años más tarde Ebbing lo contrata para asesinar a El Castigador, que está investigando la corporación de Ebbing, Dynaco. Ebbing planea sabotear la red de energía de Florida por dinero. El Castigador desea detener este plan, ya que podría causar la muerte de personas inocentes.
Durante su lucha con el Castigador, Barracuda pierde un ojo y los dedos de su mano derecha. Aunque Barracuda gana la pelea y podía fácilmente matar a su oponente en el acto, él lleva al Castigador al mar para que pueda verlo ser asesinado por los tiburones. Cuando el Castigador le informa de que ha perdido la oportunidad de poder volverse a colocar sus dedos (poniéndolos en hielo sin utilizar una bolsa de plástico, ya que el contacto directo con el hielo mata las terminaciones nerviosas), Barracuda simplemente se ríe de su propio descuido. Él tira al Castigador por la borda, junto con el cadáver de Horace, un gánster local que le había hecho daño. Barracuda piensa que un gran tiburón blanco se los había comido a los dos. El Castigador sobrevive y escapa al colgarse del barco.
Barracuda se vuelve profundamente involucrado con Dynaco y los asuntos de la amante del CEO y de su mano derecha Dermot. El plan es establecer a Dermot como el nuevo CEO durante un viaje de pesca accionista. Los planes de Dynaco, filtrados a los medios, resultaban en el CEO suicidándose. Dermot termina hablando con el Castigador por la radio. Con el apoyo total de los accionistas Dermot declara que pueden hacer lo que quieran; el Castigador no puede tocarles.
El Castigador hunde el barco, todos a bordo son comidos por los tiburones (la tripulación eran empleados de Dynaco escogidos que habían estado en el plan). Barracuda trata de llegar a bordo del bote de Frank, solo para ser asesinado a quemarropa. Al igual que Frank, sobrevive al colgarse al barco.

### Miniserie
Un tiempo indeterminado después, Barracuda es abordado por Chris Angelone, un jefe de la mafia italiana. Se supone que a través de tanto el arte como el diálogo que el personaje de "Big Chris" Angelone es "interpretado" por Christopher Walken. Angelone ha estado peleando con Leopoldo Luna sobre el precio de la cocaína, por lo que ha decidido que su hemofílico hijo de 20 años de edad Oswald matará a Luna con ayuda de Barracuda. Él no sabe que Barracuda es un viejo aliado de Luna. Barracuda inmediatamente traiciona a Angelone y hace que Luna asuma la custodia de Oswald para chantajear al gánster. También traiciona a Luna al acostarse con su esposa Wanda y luego llama a un viejo amigo Boina Verde travesti Fifty como refuerzo (con quien Luna comienza a dormir, sin saber que Fifty no es una mujer).
Barracuda también parece mostrar cariño genuino y preocupación por Oswald, más allá de lo que sería necesario para el rol que quiere desempeñar Oswald. Él se refiere a Oswald como "Hemo", le anima a ser más asertivo y saliente, y no duda en arriesgar su vida para salvar a Oswald durante un tiroteo, siendo herido en el proceso. Después de esto, Oswald agradece sinceramente a Barracuda por salvarlo.
Barracuda ha establecido un sistema complejo en movimiento con el fin de obtener el dinero que necesita para vengarse del Castigador. Él le anuncia al círculo íntimo de Luna que tiene la intención de matar al dictador y poner en su lugar a Wanda, matar a Angelone y poner a Oswald en su lugar, reiniciar el tráfico de cocaína entre las dos facciones y obtener una firma de reconstrucción estadounidense (representada por un contador que conoció en la cárcel) para iniciar un trabajo en Santa Morricone. Uno del círculo revela este plan a Luna y él invita a Barracuda y Fifty en un viaje en helicóptero al volcán local, planeando matarles; Barracuda salva la situación haciendo que Fifty mostrase su pene, haciendo que el dictador saltara del helicóptero a su muerte.
Mientras tanto Angelone, enojado por haber sido traicionado y humillado, ha estado tratando de lanzar un golpe en Santa Morricone y con éxito cambia parte del ejército a su lado. Barracuda y Fifty tienen que luchar en su camino hacia el palacio presidencial para coger a Oswald y Wanda y luego huir de vuelta al helicóptero, pero Fifty es asesinado a tiros en la segunda mitad del plan y se queda atrás para cubrir la retirada. (Hacia su rostro, Barracuda parece estoicamente molesto por este pero sonríe y llama a su antiguo camarada "imbécil" cuando está fuera del alcance del oído.) Ellos escapan en el helicóptero y cuando Angelone (que había cogido el tren de aterrizaje) se eleva para obtener su venganza, Oswald le dispara a su padre a muerte. Él y Barracuda celebran su devenir en un "¡puto gángster incondicional!"
Barracuda luego le da a Oswald una palmada amistosa en la espalda, que debido a su hemofilia lo mata. Debido a que el helicóptero no tenía suficientes suministros, Barracuda y Wanda se quedan flotando en el Océano Pacífico en un bote sin comida ni equipo. Es fuertemente dado a entender que él va a canibalizarla.

### Oscuridad larga y fría
Mientras formula un plan para vengarse del Castigador, Barracuda recibe información de una fuente desconocida que lo lleva a la casa de Yorkie Mitchell, el amigo inglés de Castle y exagente del SAS y del MI6 (se retiró después de arco argumental "El hombre de piedra" del Castigador). Después de interrogar y matar a Yorkie y su esposa, Barracuda tropieza con alguna información sorprendente y muy útil; sin saberlo el Castigador, él tiene una hija muy joven, el resultado de una cita secreta entre él y la ya fallecida agente de la CIA Kathryn O'Brien. El bebé está al cuidado de la hermana de O'Brien y su cuñado en La Jolla, San Diego, California. Barracuda viaja a La Jolla y secuestra a la niña de una guardería, matando a un trabajador en el proceso.
Barracuda regresa a Nueva York con el fin de atraer al Castigador a una trampa. Secretamente establece una reunión entre varias organizaciones criminales en un hotel de gran altura, a sabiendas de que esa reunión atraería al Castigador. Barracuda no está en este encuentro en persona; de hecho los criminales son totalmente inconscientes de quién organizó la reunión en primer lugar. Frank, que se esconde en el techo, planea atacar entre la confusión cuando se da cuenta de que todo el lugar, incluyendo su propia ubicación, se ha cableado con explosivos. Barracuda luego baja en un ascensor a la reunión y masacra a todo el grupo (con intenciones de asumir sus negocios una vez que haya terminado con el Castigador). Frank se une a la refriega con el fin de escapar de los explosivos. El Castigador es el único sobreviviente de la masacre, para deleite de Barracuda. Él somete Frank Castle y se va en una tirolesa.
Cuando el Castigador se despierta, se encuentra atado a una silla. Barracuda se regocija con él acerca de su plan y le revela su hija. Un Castigador enfurecido rompe sus ataduras y ataca a Barracuda, mordiendo su mejilla izquierda. Barracuda apuñala al Castigador en un costado y le tira por la ventana. El Castigador aterriza sobre el capó de un coche de policía y es arrestado y hospitalizado. Buscando tratamiento para sus propias lesiones, Barracuda desaparece con la hija de Frank.
Frank convence a su médico de que Barracuda vendrá por él y matará a muchas personas en el hospital. El médico ayuda en su escape de la custodia policial, utilizando estimulantes para que Frank puede caminar. Más tarde, usando sus propias drogas, Frank viaja a California para tratar de distraer a Barracuda. Cuando llega se enfrenta a Barracuda en la casa de la hermana de O'Brien para rescatar a Sarah. Barracuda aparentemente mata a la niña, pero es un engaño destinado a desorientar a Frank. Este no funciona. Frank somete al hombre y le saca a base de torturas la ubicación de Sarah. La niña está en un coche aparcado en el bosque.
Como Frank intenta lidiar con el asiento de Sarah que tiene explosivos, Barracuda se vuelve a despertar y coge una pistola. Es herido varias veces, pero persigue a Frank a una escuela primaria cercana y vacía. Frank pierde sus tres dientes delanteros pero Barracuda pierde su nariz. Sus manos después, luego su cabeza entera explota con su propia pistola. Sarah regresa a salvo con su madre adoptiva.
En la siguiente historia, "Valley Forge, Valley Forge", se revela que Barracuda fue enviado por los generales militares de Estados Unidos que organizaron la operación militar en la historia "Madre Rusia" para silenciar al Castigador.

## Habilidades y entrenamiento
Entrenado como un Boina Verde, él es un adversario capaz y también es inteligente. Es capaz de dirigir un golpe contra Luna, llevar a su equipo a la victoria durante los años 1980, y en general encontrar la salida de muchos atascos. Tiene una durabilidad increíble.
De hecho, la durabilidad de Barracuda fue tan grande que se las arregló para sobrevivir a:
- Una puñalada de cuchillo en el ojo
- La mano cortada por la mitad
- Estrangulado con un alambre de púas
- Golpeado por un tubo de hierro en la cabeza
- Disparo a quemarropa con una escopeta en el estómago.
- Al menos dos disparos en el brazo
- Torturado al electrocutar sus testículos
- Un dedo roto
- Dos balazos de un M-60, uno en el pecho y otro en la pierna
- Graves quemaduras de primer grado por la explosión de un vehículo
- Nariz literalmente rota con tenazas
- Ambos brazos picados por un hacha de incendios ; otra puñalada después en el pecho
- El Castigador lo acribilló con un AK-47 totalmente automático, lo que finalmente logró ponerle fin

Todo el tiempo, Barracuda de alguna manera logró absorber el daño y el dolor sin importar lo grave que era y siguió luchando. Incluso se las arregló para sobrevivir durante unos segundos de las heridas de hacha extremadamente mortales.
Él es tan ingenioso, como se ve por su supervivencia a manos del Castigador agarrándose a un lado del bote que le llevó a la seguridad. Barracuda a menudo ha demostrado una increíble fuerza física, capaz de romper cadenas de acero y romper a patadas el maletero de un coche tras sufrir tortura, así como un alto nivel de habilidad de combate, ya que podía combatir al Castigador igualmente.

## Otras versiones

### Marvel Noir
En The Punisher Noir, Barracuda aparece como un ejecutor de la era de la prohibición de Bumpy Johnson, especializado en destrozar clubes nocturnos que rivalizan con los de su empleador.

### Heavy Mettle
Barracuda era también el nombre de un miembro de los Heavy Mettle de Joseph Manfredi.

## Ediciones recogidas
Las apariencias de Barracuda han sido incluidas en un número de tomos.
- Barracuda (incluye Punisher vol. 6, #31-36), 2006, ISBN 0-7851-2023-8
- Punisher Presents: Barracuda MAX (incluye Punisher Presents: Barracuda #1-5), septiembre de 2007, ISBN 0-7851-2465-9

## En otros medios

### Películas
- Ray Stevenson, quien interpretó al Castigador en Punisher: War Zone, había expresado su interés en una secuela de la película, con Barracuda como un villano posible.[4]

### Videojuegos
- Barracuda es un personaje jugable en el juego exclusivo para PlayStation Network The Punisher: No Mercy.